# Nagykanizsa Demons a 2005-ös szezonban
A 2005-ös évben a Nagykanizsa Demons amerikaifutball-csapata 6 mérkőzést játszott, ebből 2 nyert, és 4 vesztett mérkőzés. Az ebben az évben először megrendezett I. Hungarian Bowl-ban a 4. helyezést ért el, ahol a rájátszásban az ARD7 Budapest Wolves ellen kikapott.

## A szezon

### Pre-Season

#### Zala Predators–Nagykanizsa Demons0-42
| Negyed    | 1  | 2  | 3 | 4  | Tot |
| --------- | -- | -- | - | -- | --- |
| Predators | 0  | 0  | 0 | 0  | 0   |
| Demons    | 14 | 13 | 2 | 13 | 42  |

- Kezdés: 2005. augusztus 27. 14:00
- Helyszín: Teskánd Sportpálya
- Nézőszám: 350

350 néző előtt zajlott a két csapat bemutatkozása egy Teskánd nevű településen Zalaegerszeg mellett. Az első negyedben jóformán minden play után repültek a sárga zászlók, de ezen senki nem lepődött meg mivel ez mindkét csapat premierje volt. Meglepően felkészült csapatok álltak egymással szemben, ami abból is látszódott hogy a legtöbb szabálytalanság a játékosok indulatából és tapasztalatlanságából eredt, nem pedig a tudás hiányából: nem fújtak be illegal formation-t, 12 men on the field-et vagy illegal receiver downfield-et, pedig ezek a tipikus "első mérkőzésünk"-szabálytalanságai. Cserében volt rengeteg personal foul, facemask, clipping és holding, valamint egy unsportsmanlike conduct ami Gáal Péter (Predators, WR) kiállításához vezetett.
A végeredmény – bár önmagáért beszél – de mégis csalóka, ugyanis a Zala Predators elsősorban a koncentráció hiányának és saját hibáiknak köszönhetik azt, hogy kulcsfontosságú pillanatokban nem tudtak érvényesülni (például többszörös fumble a snap-nél). A Demonok szilárd védelme ellen pedig nem találtak ellenszert. Mégis a passz-játék döntött el mindent. A Predatorok nem büszkélkedhetnek túl sok completed pass-el és egy interception is szerepel a statisztikában. Bodnár Attila, a Demonok irányítója végig ura volt a helyzetnek. 15 probálkozásból 13-szor kapták el a pontos passzjait, elsősorban Foray Zoltán és Németh Milán kezeiben bízott.
A nagykanizsaiak gyenge oldalát is említeni kell, ugyanis több mint 120 yardot veszítettek szabálytalanságok miatt, és ami a legnagyobb szívfajdalmuk lehet: a mérkőzés két legszebb touchdown-jait (köztük egy gyöngyörű 20 yardos passz a saját 25 yard vonalukról ami TD-hez vezetett) a bírók nem adták meg teljesen felesleges szabálytalanságok miatt (Clipping és holding, mindkettőt olyan védőn aki már nem érte volna el a labdahordót).
Mindkét csapat előtt nagy jövő áll, a létszámuk, elszántságuk és hihetetlen gyors fejlődésük magáért beszél.
Ezenkívül ezzel a mérkőzéssel felvételt nyertek a HFL-be (minden csapat számára egy hivatalos bírók által vezetett mérkőzés kötelező), úgyhogy van mit ünnepelniük. A csapatoknak is, de elsősorban a sport szurkolóinak. Irány a Magyar Liga! Go Predators! Go Demons!

### I. Hungarian Bowl

#### Nagykanizsa Demons–ARD7 Budapest Wolves0-79
| Negyed | 1  | 2  | 3  | 4  | Tot |
| ------ | -- | -- | -- | -- | --- |
| Demons | 0  | 0  | 0  | 0  | 0   |
| Wolves | 23 | 21 | 21 | 14 | 79  |

- Kezdés: 2005. október 2. 13:00
- Helyszín: Nagykanizsa Mindenki Sportpálya
- Nézőszám: 1300
- MVP: Cseperkáló Péter #44 – ARD7 Budapest Wolves

Míg az összecsapás elején csak nézték, hogy elfutnak mellettük a Farkasok játékosai, a végén már ok is keményen odatették magukat. Bár a Farkasok korán megkezdték a pontgyártást, és az első félidőre el is húztak 44-0-ra, mégsem játszottak utána a közönségnek, maradtak a futások, és a rövid passzok. Az igazán látványos, hosszú dobásokat az edző, Lee Hlavka utasítására nem vállalták be. A Démonok óriási szívvel, és örömmel játszottak a pályán, és akadtak náluk is kiemelkedő egyéni teljesítmények. A #19-cel játszó elkapó játékos, Németh Milán nagyszerűen fogta meg az irányító hosszú labdáit, a #11-es számot viselő futó játékos, Horváth Gyula pedig párszor igazán zavarba hozta a Farkasok védősorát.
A mérkőzés végén mindkét csapat boldogan vonult az öltözőkbe. A Wolves nem is igazán az eredmény miatt, hanem mert jó volt Budapesten kívül is ezer fő feletti tömeg előtt játszani, és mert valóban nemes küzdelem folyt a pályán. A Démonok úgy gondolják, hogy többet tanultak ebből a mérkőzésből, mint az eddigi edzéseiken összesen, és mivel túl vannak a legnehezebb ellenfélen, újult erővel várják a folytatást.

#### Nagykanizsa Demons–Győr Sharks14-63
| Negyed | 1  | 2  | 3 | 4 | Tot |
| ------ | -- | -- | - | - | --- |
| Demons | 7  | 0  | 7 | 0 | 14  |
| Sharks | 28 | 21 | 7 | 7 | 63  |

- Kezdés: 2005. október 8. 13:00
- Helyszín: Nagykanizsa Mindenki Sportpálya
- Nézőszám: 400

A Démonok kezdték jobban a mérkőzést, és taktikusan váltogatva a futó és passzjátékot, meg is szerezték a csapat első touchdown-ját a bajnokságban, majd a sikeres extra pont kísérlet után 7-0 állt a táblán a hazaiak javára. A Cápák viszont nem jöttek zavarba, innentől a félidő végéig nem engedélyeztek több pontot a Démonoknak. Kimagaslott a futójáték elleni védekezésük, többször is negatív yarddal sikerült zárnia a támadást a Nagykanizsának. A közönség kitartóan szurkolt a hazai csapatnak, és bár 49-7-es győri vezetéssel zárult a félidő, a szurkolók még bíztak csapatuk feltámadásában.
A második félidő ugyanúgy indult, mint az első, a Nagykanizsa újabb touchdown-t szerzett, ezzel felcsillant az újabb remény a hátrány ledolgozására. A Győr visszavett a tempóból, próbálta biztosan őrizni a labdát, és az ekkor már folyamatosan futó óra mihamarabbi lejáratására törekedett. A Démonok összeszedték magukat, és igazi ellenféllé váltak, a Cápák 1-2 first down után kénytelenek voltak elrúgni a labdát. A kiegyenlített második félidőt a pontszegény 14-7-es összesítés is mutatta.

#### Debrecen Gladiators–Nagykanizsa Demons55-20
| Negyed     | 1  | 2  | 3  | 4 | Tot |
| ---------- | -- | -- | -- | - | --- |
| Gladiators | 20 | 13 | 15 | 7 | 5   |
| Demons     | 0  | 7  | 7  | 6 | 20  |

- Kezdés: 2005. október 15. 13:00
- Helyszín: Debrecen Nagyerdei Stadion
- Nézőszám: 600

Az első negyed után 20-0-ra vezetett a hazai csapat. A második negyed elején viszont a kanizsai ért el touchdown-t, és ez meghozta a közönség biztatását, újabb lendületet adva a Gladiátoroknak. Az eddigi mérkőzéseken leginkább irányítói szerepben látott, amerikai származású Joseph Scott Selmser most leginkább futójátékosként tűnt fel, de néhány trükkösebb play-nél megvillantotta dobótechnikáját, jó néhány plusz yardot hozva csapatának. A félidőre 33-7-re módosult az eredmény.
A második játékrészre a Démonok magukra találtak, és bár sérülések miatt három meghatározó játékosuktól is búcsúzniuk kellett – köztük a kezdő irányítójuktól is – egyre kiegyensúlyozottabb teljesítményt nyújtottak. Ezt a félidő 15-13-as összesített eredménye is jól mutatja. Ez az igyekezet viszont nem volt elég az eredmény megfordításához, így a Debrecen Gladiators első hazai mérkőzésén elkönyvelhette első győzelmét, mellyel az alapszakasz harmadik helyezettje lett.

#### ARD7 Budapest Wolves–Nagykanizsa Demons72-2
| Negyed | 1  | 2  | 3 | 4  | Tot |
| ------ | -- | -- | - | -- | --- |
| Wolves | 16 | 28 | 7 | 21 | 72  |
| Demons | 0  | 0  | 2 | 0  | 2   |

- Kezdés: 2005. november 6. 12:00
- Helyszín: Budapest Wolves Stadion
- Nézőszám: 400

Bár a Wolves győzelmét előre lehetett jósolni, hiszen a csapat több tapasztalattal és nagyobb múlttal bír, a nagykanizsai gárda is mindenre elszántan nézett a küzdelem elé. A mérkőzés úgy indult, mint az első találkozó Nagykanizsán, a Farkasok hamar megszerezték a vezetést és magabiztosan meneteltek a győzelem felé.
A Démonok viszont megmutatták, hogy mennyire fejlődőképes csapat és olykor komoly ellenállást tanúsítottak a hazai pályán küzdő fenevadak ellen. Rövid passzos játékuk nehéz helyzetek elé állította a Farkasokat és ez komoly meglepetést jelentett az alig fél éves csapattól. Bár az első félidőt pont nélkül zárták a Démonok, a 3. negyedet mégis nagy magabiztossággal kezdték meg és mintegy 5 yard-nyira megközelítették az ellenfél célterületét. Itt elvesztették a labdát, de a következő támadás során egy látványos védekezés eredményeként a Farkasok futó játékosát a saját célterületén teperték le, ami 2 pontot hozott a Démonoknak. Ez, valamint a folyamatos cserék megzavarták a Wolves játékát, így ebben a negyedben csak egyetlen touchdown-ra futotta az erejükből. A mérkőzés végére újra magukra találtak a Farkasok és fölényes különbséggel kvalifikálták magukat a bajnokság döntőjébe.
A Nagykanizsa Demons részéről véget ért a bajnokság.

### Postseason

#### ARD7 Budapest Wolves 2–Nagykanizsa Demons24-31
| Negyed   | 1 | 2 | 3  | 4 | Tot |
| -------- | - | - | -- | - | --- |
| Wolves 2 | 8 | 8 | 0  | 8 | 24  |
| Demons   | 0 | 6 | 16 | 9 | 31  |

- Kezdés: 2005. november 13. 12:30
- Helyszín: Budapest Wolves Stadion

A Nagykanizsa Demons elkönyvelte második győzelmét, ezúton a Wolves2 volt az ellenfél. De a Wolves második csapata egyáltalán nem adta olcsón a farkasbőrt. Csak az utolsó másodpercekben dőlt el a mérkőzés, s bár nem elegáns a bírót felelősségre vonni, de kétségtelen, hogy ezen az összecsapáson fontos szerepe volt abban, hogy a játék és a pontok hogyan alakultak és hogyan alakulhattak volna.
Közvetlenül a félidő előtt a Demonok utolsó támadásukat indították volna el a Wolves2 vöröszónájában, amikor hirtelen meggondolta magát az olasz-cseh főbírói páros és kijelentették, hogy mégsincsen idő egy utolsó támadásra. Ekkor még a Farkasok vezettek.
Az utolsó negyed utolsó perceiben pedig minden azon múlt, hogy a Wolves2 TD-t fog e csinálni vagy nem. 31:24 volt az állás a Demonok javára, ergo a TD és az azt követő extra pont sorsdöntő lehetett volna.
A Nagykanizsa színtiszta interception-ja megállította a Wolves2 támadógépezetét. A Demonok első támadása a saját 40 yard vonalukról pedig egy elejtéssel (fumble) végződött, és a Wolves2 megszerezte magának a labdabirtoklás jogát. Még alig 1 perc volt a mérkőzés végéig, és következett a döbbenet: a vezető bírő közli, hogy véletlenül megfújta a sípot a fumble-t okozó ütközés közben, azaz nem érvényes a fumble és a labda megszerzése. A mérkőzés itt végleg eldőlt.
A Wolves2 játékosai az első félidőben egyértelműen jobbak voltak, a Demonok viszont a második félidőben taroltak. Az utolsó percekben mindkét csapat fej-fej mellett haladt és előkerültek ragyogó hosszú passz-játékok is. A döntő pillanatban mégis a Demonok – na meg a főbíró – jutottak sorsdöntő helyzetbe.
A Demonok rengeteget fejlődtek és jogosan nyerték meg a mérkőzést. A Wolves2 pedig alig várja a visszavágót 2006-ban. Ha mindkét csapat ilyen ütemben folytatja fejlődését, akkor még ennél is izgalmasabb összecsapás várható.

## Játékosok
- 46 Bábel Tibor CB
- 04 Bodnár Attila QB
- 48 Böröndi Krisztián LB/SS
- 13 Cseh-Németh István WR
- 85 Dávidovics László WR
- 55 Dezső Tamás LB
- 80 Foray Zoltán WR
- 66 Gál Gábor OT
- 01 Györek Ferenc LB
- 73 Hervai Zoltán C
- 60 Hokkmann Ferenc G
- 27 Horváth Zoltán RB
- 25 Igri József CB
- 12 Katona Márk QB
- 42 Kiss Dávid TE
- 54 Kiss Rudolf LB
- 63 Mozsolics Ferenc DE/LB
- 79 Mózer Péter G
- 19 Németh Milán WR
- 38 Őri Árpád RB
- 57 Pataki Lajos DE/LB
- 22 Peti János RB
- 99 Pintér Tamás DE
- 75 Szabó Levente DT
- 50 Takács Endre LB
- 23 Takács Krisztián CB
- 78 Tálos Tamás DT
- 58 Tóth Tamás LB
- 69 Tomasics József DT
- 76 Varga Gábor DT/DE
- 29 Varga Norbert FS
- 88 Vidovics Attila TE
- 47 Vidovics Ferenc TE

## Lásd még
- Nagykanizsa Demons
- Magyarországi amerikaifutball-csapatok mérkőzései 2005-ben
- I. Hungarian Bowl
- Magyarországi Amerikai Futballcsapatok Ligája